# فرودگاه بین‌المللی ژنرال خوزه ماریا یانز
فرودگاه بین‌المللی ژنرال خوزه ماریا یانز (به انگلیسی: General José María Yáñez International Airport) یک فرودگاه همگانی مسافربری با کد یاتا GYM است که یک باند فرود آسفالت دارد و طول باند آن ۲۳۵۰ متر است. این فرودگاه در کشور مکزیک قرار دارد و در ارتفاع ۱۸ متری از سطح دریا واقع شده‌است.